# 大丰镇 (上林县)
大丰镇，是中华人民共和国广西壮族自治区南宁市上林县下辖的一个乡镇级行政单位。

## 行政区划
大丰镇下辖以下地区：
城北社区、城南社区、大丰社区、皇周社区、拥军村、云城村、里丹村、三联村、云里村、云蒙村、皇主村、云温村和东春村。